# Щучьенское сельское поселение
Щу́чьенское се́льское поселе́ние — упразднённое в 2013 году муниципальное образование Осташковского района Тверской области.
Щучьенское сельское поселение было образовано в соответствии с законом Тверской области от 28 февраля 2005 г. № 40-ЗО. Включило в себя территорию Щучьенского сельского округа.
Центр поселения — деревня Щучье.
Законом Тверской области от 28 марта 2013 года № 16-ЗО Щучьенское сельское поселение и Святосельское сельское поселение были преобразованы путём объединения во вновь образованное муниципальное образование Святосельское сельское поселение Осташковского района Тверской области. Центр поселения — село Святое.

## Географические данные
- Общая площадь: 112,5 км²
- Нахождение: северная часть Осташковского района

Имеются два озера — Щучье (небольшое) и Каменное (5 км²).

## Экономика
Основное предприятие — КДСП «Свобода», бывший совхоз «Передовик». Входит в СПК «Тверские зори».

## Население
По переписи 2002 года — 236 человек, на 01.01.2012 — 129 человек. Было самым маленьким по населению в Тверской области среди всех поселений.

## Населенные пункты
На территории поселения находятся следующие населённые пункты:
| Тип  | Название    | Население | Население | Население |
| Тип  | Название    | 1996      | 2002      | 2008      |
| ---- | ----------- | --------- | --------- | --------- |
| дер. | Горовастица | 32        | 32        | 21        |
| ст.  | Горовастица | 21        | 14        | 4         |
| дер. | Заозерье    | 10        | 6         | 3         |
| дер. | Лукьяново   | 33        | 28        | 17        |
| дер. | Роги        | 43        | 35        | 29        |
| дер. | Семеновщина | 44        | 24        | 19        |
| дер. | Сухая Нива  | 25        | 16        | 16        |
| дер. | Чигориха    | 13        | 16        | 13        |
| дер. | Щучье       | 94        | 65        | 78        |